# Szegerszeni
Szegerszeni ókori egyiptomi vagy núbiai uralkodó Núbiában; valószínűleg az egyiptomi XI. dinasztia végének, XII. dinasztia elejének uralkodóival egyidőben volt hatalmon, a középbirodalom elején, vagy a második átmeneti korban, I. Noferhotep uralkodása után.

## Említései
Szegerszenit egy vagy két sziklafelirat említi az alsó-núbiai Umbarakabban (Khor-Dehmit). Uralkodói neve kétséges, mert a felirat durván faragott, és rossz állapotban maradt fenn; vagy Menehkaré vagy Uadzskaré; előbbit ma valószínűbbnek tartják Egyik felirata nagy valószínűséggel egy háborút említ egy Perszenbet nevű, azonosítatlan területen.
Szegerszenit egyiptomi királylisták nem említik.

## Élete
Bár Szegerszeni felvette a fáraóknak járó titulatúrát, Núbián kívül nem említik, így nagy valószínűséggel alsó-núbiai székhelyű trónkövetelő volt, aki Egyiptom vagy Núbia trónját szerette volna megszerezni egy zűrzavaros korszakban, vagy az első átmeneti kor elején, vagy a második átmeneti korban, esetleg abban az időszakban, ami a XI. dinasztiabeli IV. Montuhotep uralkodását és a XII. dinasztiához tartozó I. Amenemhat uralkodása elejét ölelte fel. Az egyiptológusok utóbbit tartják valószínűnek; ennek a két uralkodónak voltak nehézségei azzal kapcsolatban, hogy Egyiptom-szerte jogos uralkodóként ismerjék el őket.
Ismert, hogy I. Amenemhat a núbiai Elephantinéba küldte a hozzá hű I. Hnumhotepet, a felső-egyiptomi 16. nomosz kormányzóját, hogy leverje az utolsó lázadókat is, de nem tudni, ki vezette ezt a lázadást; csak feltételezés, hogy Szegerszeni volt az. Núbiából két másik uralkodó is ismert nagy valószínűséggel ugyanebből az időből, Iibhentré és Kakaré Ini, akik szintén trónkövetelők lehettek, és nem tudni, milyen kapcsolatban álltak Szegerszenivel. Amennyiben valóban Szegerszeni volt I. Amenemhat ellenfele, lehetséges az is, hogy IV. Montuhotep oldalán harcolt saját, núbiai királyságában. Núbiáról tudni, hogy az első átmeneti korban függetlenné vált, ezt bizonyítja, hogy II. Montuhotep hadjáratokat vezetett erre a vidékre alig negyven évvel Szegerszeni feltételezett uralkodása előtt.

## Név, titulatúra
A fáraók titulatúrájának magyarázatát és történetét lásd az Ötelemű titulatúra szócikkben.
| G5 |

| G5 |

| S34 | G8 |

| S34 | G8 |

| S34 | G8 |

| S34 | G8 |

| G5 |

| G5 |

| S34 | G8 |

| S34 | G8 |

| S34 | G8 |

| S34 | G8 |

| M23 | L2 |

| M23 | L2 |

| N5 · Z1 | U22 | D28 · Z1 |

| N5 · Z1 | U22 | D28 · Z1 |

| N5 · Z1 | U22 | D28 · Z1 |

| N5 · Z1 | U22 | D28 · Z1 |

| N5 · Z1 | U22 | D28 · Z1 |

| N5 · Z1 | U22 | D28 · Z1 |

| N5 · Z1 | U22 | D28 · Z1 |

| N5 · Z1 | U22 | D28 · Z1 |

| M23 | L2 |

| M23 | L2 |

| N5 · Z1 | U22 | D28 · Z1 |

| N5 · Z1 | U22 | D28 · Z1 |

| N5 · Z1 | U22 | D28 · Z1 |

| N5 · Z1 | U22 | D28 · Z1 |

| N5 · Z1 | U22 | D28 · Z1 |

| N5 · Z1 | U22 | D28 · Z1 |

| N5 · Z1 | U22 | D28 · Z1 |

| N5 · Z1 | U22 | D28 · Z1 |

| G39 | N5 | \| \| |
|     |    |       |

|  |

| G39 | N5 | \| \| |
|     |    |       |

|  |

| O34 · W11 · r | O34 · n | i | i | A50 |

| O34 · W11 · r | O34 · n | i | i | A50 |

| O34 · W11 · r | O34 · n | i | i | A50 |

| O34 · W11 · r | O34 · n | i | i | A50 |

| O34 · W11 · r | O34 · n | i | i | A50 |

| O34 · W11 · r | O34 · n | i | i | A50 |

| O34 · W11 · r | O34 · n | i | i | A50 |

| O34 · W11 · r | O34 · n | i | i | A50 |

| G39 | N5 | \| \| |
|     |    |       |

|  |

| G39 | N5 | \| \| |
|     |    |       |

|  |

| O34 · W11 · r | O34 · n | i | i | A50 |

| O34 · W11 · r | O34 · n | i | i | A50 |

| O34 · W11 · r | O34 · n | i | i | A50 |

| O34 · W11 · r | O34 · n | i | i | A50 |

| O34 · W11 · r | O34 · n | i | i | A50 |

| O34 · W11 · r | O34 · n | i | i | A50 |

| O34 · W11 · r | O34 · n | i | i | A50 |

| O34 · W11 · r | O34 · n | i | i | A50 |

## Fordítás
- Ez a szócikk részben vagy egészben  a   Segerseni című angol Wikipédia-szócikk ezen változatának fordításán alapul.  Az eredeti cikk szerkesztőit annak laptörténete sorolja fel. Ez a jelzés csupán a megfogalmazás eredetét és a szerzői jogokat jelzi, nem szolgál a cikkben szereplő információk forrásmegjelöléseként.

## További irodalom
- Henri Gauthier, "Nouvelles remarques sur la XIe dynastie", BIFAO 9 (1911), pp. 99–136.
- Thomas Schneider, Lexikon der Pharaonen. Albatros, Düsseldorf 2002, ISBN 3-491-96053-3, p. 259.